# Костомарово (Иркутская область)
Костомарово — посёлок при станции в Тайшетском районе Иркутской области России. Входит в состав Борисовского муниципального образования. Находится примерно в 25 км к северо-востоку от районного центра.

## Население
По данным Всероссийской переписи, в 2010 году в посёлке при станции проживали 72 человека (35 мужчин и 37 женщин).